# ويتشيتا (قبيلة)
ويتشيتا هي قبيلة هندية في أمريكا الشمالية من عرق كادوان، وهم يسمون أنفسهم كيتيكيتيش أو تاويهاش، وكانت منطقتهم تقع بين النهر الأحمر ونهر واشيتا في أوكلاهوما وهم يعيشون الآن في محميات هناك، وكانوا قرباء من هنود باوني وسماهم الفرنسيون باني بيكي (بالفرنسية: Pani Piqué)‏ أو الباوني الموشمون، وكان الهنود الآخرون يسمونهم الشعب الموشم بسبب الأوشام الكثيرة التي كانوا يضعونها على أجسادهم، وحوالي العام 1800 كان تعدادهم حوالي 3000 لكنه انخفض إلى 300 بعد قرن والآن العدد حوالي 2400.